# Ask (Hordaland)

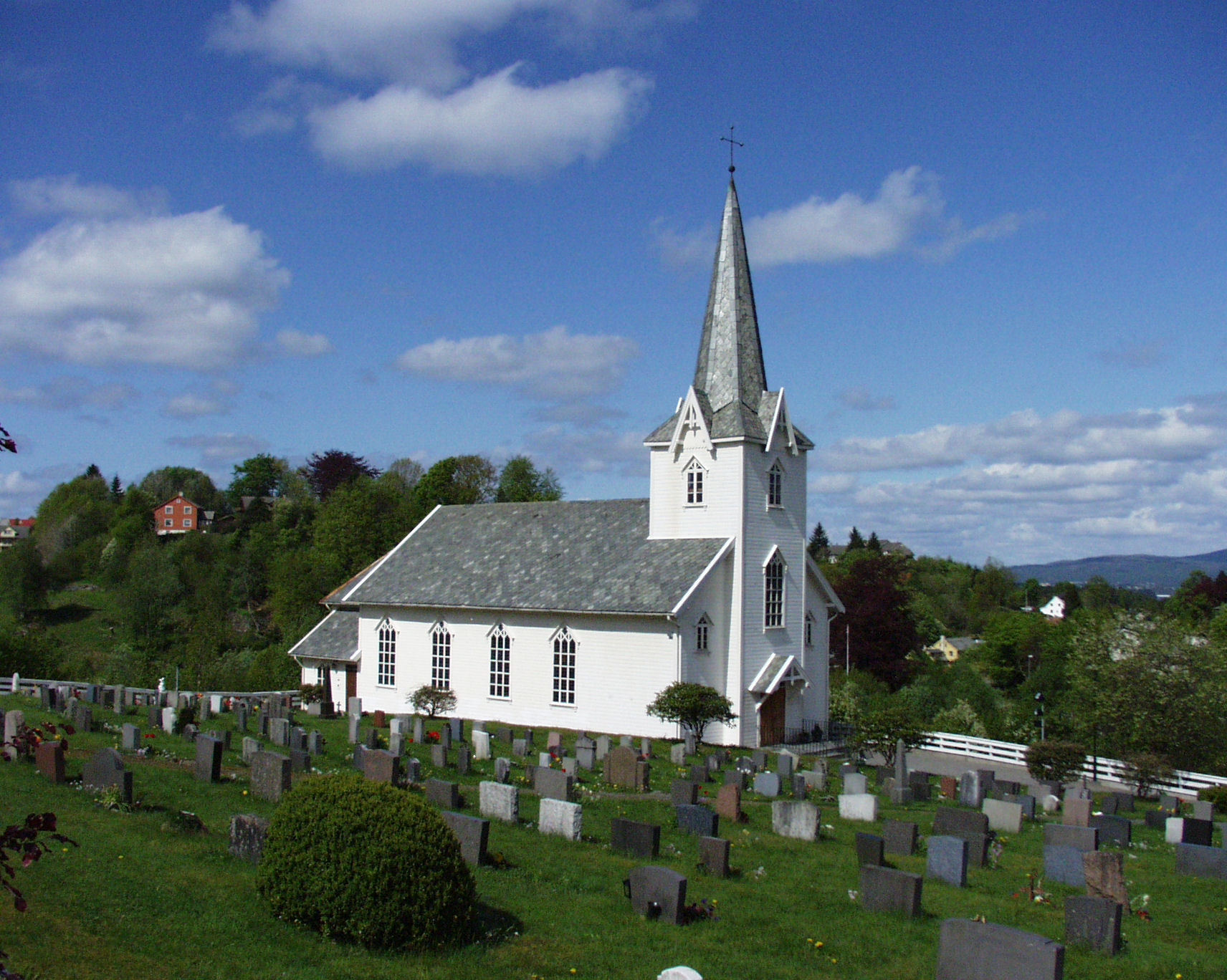
La iglesia del pueblo de Ask.

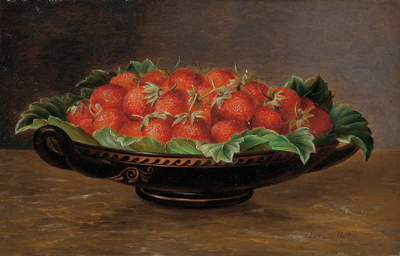
Ask es conocido por las fresas

Ask es una aldea en la parte del este del municipio de Askøy, en condado de Hordaland, en Noruega. Es bien conocida por producir fresas, que en su mayoría se venden en la ciudad de Bergen durante el verano.
Debido a su clima agradable y a su localización en una isla cercana a Bergen, Ask tenía una kongsgård (es decir, granja real - el equivalente noruego de un palacio), así como una iglesia y un cementerio antiguos. La ubicación de la iglesia anterior (a partir del 1200 y hasta 1741) está hoy marcada por una cruz de piedra. En la literatura escandinava, Ask es el lugar donde se ambienta la saga de un famoso conflicto por una herencia entre Egill Skallagrímsson y Berg-Önundr.
El dialecto local de la aldea también refleja el lazo cercano con Bergen, siendo más similar al de Bergen que al del resto de Askøy; la conexión se vio reforzada en épocas modernas ya que los comerciantes ricos y otros residentes de Bergen pasaban el verano allí.
En Ask han vivido residentes famosos hasta épocas recientes. Fridtjof Nansen vivió en una casa cerca de Kongshaugen durante un tiempo. Amalie Skram vivió en Lien en Ask, cerca de Ask Dambruk, entre 1876 y 1878, en la misma casa en donde el director, Nils Peder Åland, vivió por 40 años.

## Historia
El escaldo y héroe escandinavo legendario, cuyas aventuras se cuentan en Gesta Danorum y en las sagas legendarias, Starkad, así como Egill Skallagrímsson, de fama histórica, y el último arzobispo católico de Noruega, el arzobispo Olav Engelbrektsson de Nidaros, tienen conexiones con Ask.
Las sagas legendarias mencionan Ask ya en el siglo sexto. El rey Hertjov de Hordaland viajó a Agder y llevó con él a dos muchachos llamados Stakard y Vikar. Como era común en aquel período, le pidió a Grane, quien mantenía la tierra (granja) de Ask, que criara a estos muchachos. Al crecer se hicieron grandes cazadores y guerreros. Como guerreros, los muchachos vengaron los ataques contra Ask de los vikingos de Hordaland, quienes habían robado aldeas en Agder. Ask llegó a ser su nuevo hogar hasta que Vikar murió en un accidente. Después de esto, Stakard tuvo que salir del país. Lo conocían en Dinamarca y Suecia.
La saga de Egils dice que en el siglo IX, Torgeir Tyrnefot era el dueño de Ask. Su hijo era Berg Onund. Berg Onund fue asesinado en un ataque conducido por Egil Skallagrimson, uno de los hombres más poderosos de Islandia. Como venganza por la muerte de su heredero, alrededor del año 960, Egil viajó con sus hombres a través de Herdlafjorden (el fiordo de Herdla) y a Ask, donde llegaron a la granja, matando a 15 o 16 hombres y saqueándola.
La primera iglesia de Askøy fue construida probablemente en la montaña pagana del sacrificio situada en Ask.
El arzobispo Olav Engelbrektsson fue el último obispo católico de Noruega. Su residencia final estuvo en Bergen y al extenderse la reforma protestante en Noruega en 1534, tomó refugio en Ask.
Mauritz Bostede compró Ask en 1628. Otros hombres bien conocidos de Bergen también han poseído Ask durante largos períodos. Thomas Ericssen construyó una casa grande en el área y Thomas Ericssens Minde, de 1795 es el único edificio de ese periodo que se conserva hoy.

## Historia más reciente

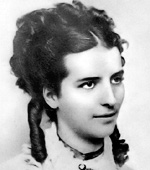
Amalie Müller (después conocida como Amalie Skram) vivió unos años en Ask

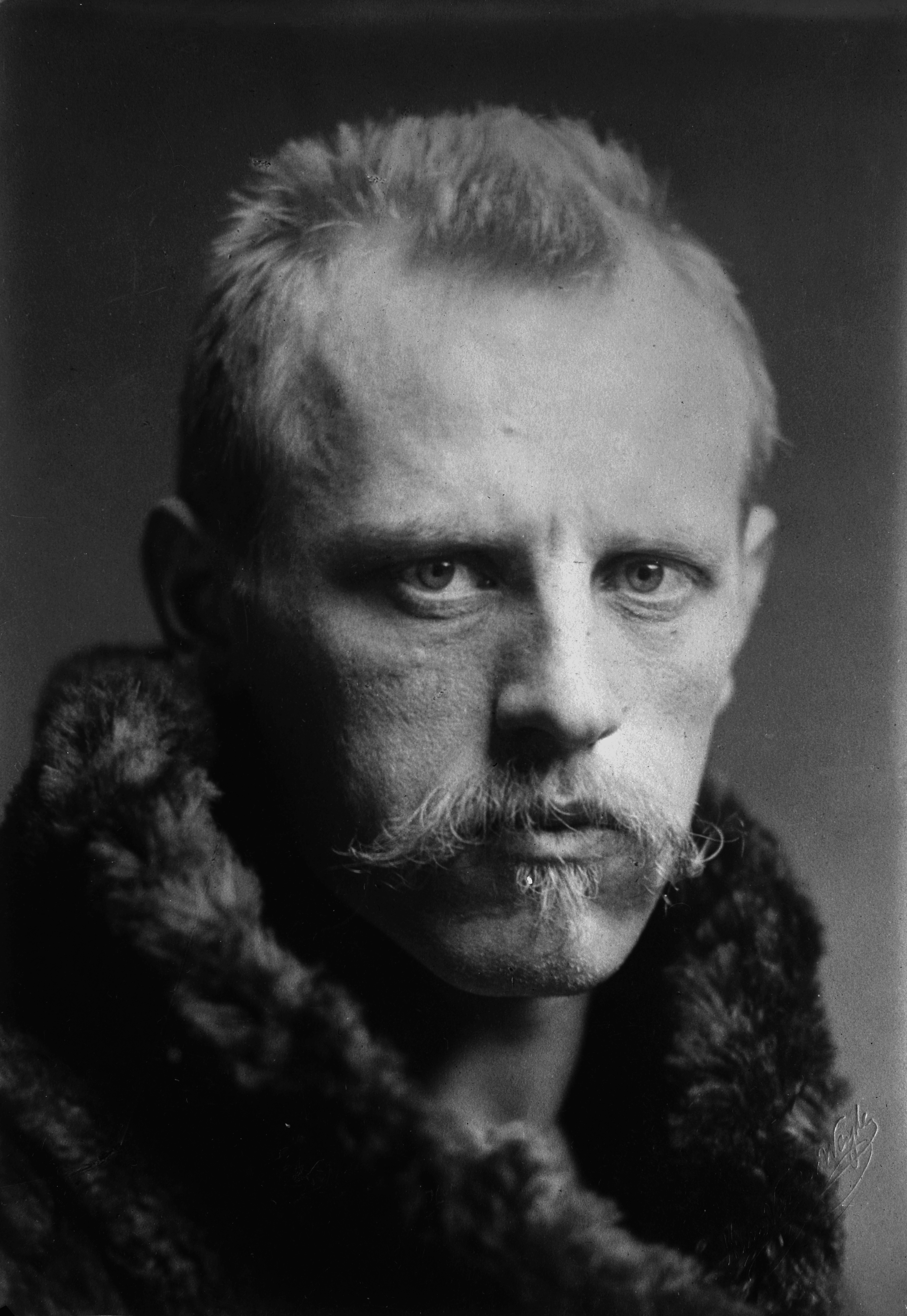
Fridtjof Nansen vivió un tiempo de su vida en una casa en Kongshaugen en Ask

Puesto que Ask está situado solamente a 4 kilómetros al noroeste de Bergen, en torno a los años 1880-1890 hubo un resurgimiento en la popularidad de Ask como destino de vacaciones de Bergen. Como consecuencia hubo un aumento en los transportes por barco de vapor tanto de mercancía comercial como de pasajeros. El “Fridtjof” era uno de los barcos de vapor que circulaban entre Ask y Bergen.
Cuando se construyó la carretera a Kleppestø alrededor de 1950, el tráfico en el puerto de Ask disminuyó.
El primer marido de la escritora Amalie Skram, el capitán Bernt Ulrik August Müller, compró un molino de agua en el área y vivieron allí por algunos años.
Emanuel Jæger comenzó la producción comercial de fresas. Enviaba sus fresas al hotel de Fleischer en Voss. Las fresas eran del tipo alemán “Sieger” (victoria) que eran muy populares en la zona en el último siglo.

## Geografía
Ask está situado en la parte este de la isla de Askøy. El Herdlefjorden (fiordo de Herdle) está situado al este de la aldea y el puente de Nordhordland puede verse desde Ask. Al oeste de Ask se encuentra el lago Askevatnet y extensos bosques.

## Arreglos culturales
El primer día de mayo cada año, se celebra la carrera de relevos de Ask. En 2006 se celebró su quincuagesimocuarta convocatoria.